# Lysytjansk
Lysytjansk (ukrainska: Лисичанськ; ryska: Лисичанск, Lisitjansk) är en stad i Sievjerodonetsk rajon i Luhansk oblast i östra Ukraina. Före kommunreformen 2020 ingick inte staden i någon rajon. Lysytjansk beräknades ha 93 340 invånare i januari 2022.
Lysytjansk ligger vid Donetsflodens högra strand, cirka 75 kilometer nordväst om Luhansk. Mittemot på andra sidan av floden ligger Sievjerodonetsk. Lysytjansk bildar med Sievjerodonetsk och Rubizjne ett större stadskonglomerat, som växte till ett av Ukrainas viktigaste centrum för kemisk industri.
Staden kom under rysk ockupation under Rysslands invasion av Ukraina 2022.